# Weltgipfel für nachhaltige Entwicklung 2002
Der Weltgipfel für nachhaltige Entwicklung (englisch World Summit on Sustainable Development, WSSD) mit ca. 20.000 Delegierten von Regierungen, der Wirtschaft, Nichtregierungsorganisationen (NGOs) und Kommunen fand vom 26. August bis zum 4. September 2002 in Johannesburg (Südafrika) statt. Die NGOs fanden sich in dem Kongress „A Sustainable World is Possible“ (deutsch „eine nachhaltige Welt ist möglich“) zusammen.
Vorgänger dieses Gipfeltreffens war die 1992 in Rio de Janeiro (Brasilien) abgehaltene Konferenz der Vereinten Nationen über Umwelt und Entwicklung (UNCED), Nachfolger die Konferenz der Vereinten Nationen über nachhaltige Entwicklung im Juni 2012, erneut in Rio de Janeiro, sowie der Weltgipfel für nachhaltige Entwicklung 2015 in New York.

## Ziel des Gipfels
Die Vorgängerkonferenz in Rio gilt als Meilenstein in der globalen Umwelt- und Entwicklungspolitik. Mit dem Aktionsprogramm Agenda 21 wurden Handlungsempfehlungen für eine nachhaltige Entwicklung ausgesprochen.
Ziel war neben der Bilanzierung der Agenda 21, des Plans zur Umsetzung der Agenda 21 (New York 1997), sowie der nationalen Nachhaltigkeitsstrategien, die Fortschreibung neuer Ziele und Maßnahmen zur nachhaltigen Entwicklung bis 2015/2017.

## Ergebnisse
Trotz großer Defizite bei der Umsetzung gab es hunderte Projekte, welche z. B. im Ubuntu Village gezeigt wurden. Gleichzeitig wurde in den Sitzungen der Regierungskonferenz meist stundenlang um Konsensformulierungen gerungen.
Der Weltgipfel für nachhaltige Entwicklung endete mit der Verabschiedung einer Politischen Erklärung der Staats- und Regierungschefs (The Johannesburg Declaration on Sustainable Development) und eines 65-seitigen Johannesburg-Aktionsplans (Plan of Implementation).
Das Hauptergebnis dieses Weltgipfels war, dass der künftige Weg zur Umsetzung des Leitbildes einer nachhaltigen Entwicklung durch neue Prioritäten, Zielmarken und Umsetzungsprogramme vorgegeben wurde. Erstmals wurden quantifizierbare Ziele, insbesondere die Millenniumsziele in den Aktionsplan aufgenommen.
Wichtige neue Ziele:
- Bis zum Jahr 2010 sollte der Rückgang der Biodiversität und Artenvielfalt deutlich reduziert werden, unter anderem durch den Schutz von zehn Prozent der Ozeane bis 2012.[1]
- Bis zum Jahr 2015 sollte die Zahl der Menschen die in absoluter Armut leben (weniger als 1 € pro Tag) um 500 Mio. reduziert werden, alle Kinder weltweit eine Grundschulausbildung erhalten und der Anteil der Menschen, die keinen Zugang zu sanitärer Grundversorgung haben, halbiert werden.
- Bis zum Jahr 2020 sollte eine Minimierung der gesundheits- und umweltschädlichen Auswirkungen bei der Produktion und dem Gebrauch von Chemikalien erreicht werden.

Auf dem Gipfel wurde das Programm Globally Important Agricultural Heritage Systems (GIAHS bzw. SIPAM) der Ernährungs- und Landwirtschaftsorganisation der Vereinten Nationen (FAO) gegründet. Die übergeordneten Ziele sind die Identifizierung und der Schutz global wichtiger Systeme des landwirtschaftlichen Kulturerbes. Dadurch sollen die biologische Vielfalt und das traditionelle Wissen erhalten, die Bodendegradation bekämpft und der Bedrohung durch Globalisierungsprozesse entgegengewirkt werden. Langfristig soll dies den Erhalt der natürlichen Ressourcen fördern, die Anfälligkeit gegenüber dem Klimawandel verringern sowie zur Ernährungssicherheit und Armutsbekämpfung beitragen. 2005 erfolgte der erste Eintrag in die Liste. Derzeit (Stand: August 2024) umfasst sie insgesamt 86 Systeme in 26 Ländern; weitere 10 Systeme aus 6 verschiedenen Ländern sind nominiert.

## Umsetzungsprobleme
Die Beschaffung der erheblichen Finanzmittel zur Umsetzung der Millenniumsziele hat sich die von vielen Persönlichkeiten und Institutionen getragene internationale Initiative für einen Global Marshall Plan zum Ziel gesetzt. Ohne zusätzliche Hilfsmittel kann die immer größer werdende Kluft von Worten und Taten nicht geschlossen werden, so der Konsens. Mit den jetzigen Ressourcen ist eine Umsetzung der Ziele nicht möglich.

## Zielerreichung
In der Eröffnungsrede der 10. Vertragsstaatenkonferenz (COP10) zur Biodiversitätskonvention sagte Jochen Flasbarth, der Chef des deutschen Umweltbundesamtes, im Oktober 2010, dass die Weltgemeinschaft das Ziel, den Rückgang der Biodiversität zu stoppen, nicht erreicht habe. Dennoch seien Fortschritte im Artenschutz erkennbar, da die Verluste von Waldflächen in einigen Regionen zurückgegangen seien und viele Länder nationale Strategien für den Schutz der Artenvielfalt entwickelt hätten. Als Beispiel nannte er die 2007 vom deutschen Bundeskabinett beschlossene Nationale Strategie zur biologischen Vielfalt.